# Eva Luna (telenovela)
Eva Luna es una telenovela estadounidense producida por Venevisión International, en asociación con Univision Studios.
Protagonizada por Blanca Soto y Guy Ecker, y con las participaciones antagónicas de Susana Dosamantes, Julián Gil, Vanessa Villela, Alejandro Chabán y Franklin Virgüez. Cuenta además con las actuaciones estelares de Lupita Ferrer, Anna Silvetti y Jorge Lavat. 
Es versión de la telenovela de Fonovideo, "Aguamarina", del escritor venezolano Leonardo Padrón, adaptada por Alex Hadad. La telenovela no tiene ninguna relación ni está basada en el libro homónimo escrito por Isabel Allende.

## Argumento
Eva (Blanca Soto) es una bella mujer de fuerte carácter que trabaja en las plantaciones de manzanas del Sur de California, sin embargo su padre Ismael (Eduardo Ibarrola); quien trabaja junto a ella se entera de que tiene una enfermedad terminal por lo que decide viajar a los Ángeles a visitar a la madre de Eva y de su hija menor Alicia (Sofía Lama) para que cuando el falte se haga cargo de sus hijas. Días antes de su viaje, su tía Matilde (Sonia Noemí) ve en las cartas que a su sobrina la espera un futuro oscuro, un hombre que la hará conocer “el cielo y el infierno”. Ese hombre se llama Daniel Villanueva (Guy Ecker), y es el viudo más cotizado de Los Ángeles. Exitoso en los negocios y en el amor, las mujeres enloquecen por él.
Daniel está comprometido con Victoria Arismendi Castro (Vanessa Villela), la hermana de su mejor amigo Leonardo (Julián Gil) quien en el fondo envidia el éxito de Daniel. Cierto día Leonardo le pide a Daniel su convertible para probarlo y atropella accidentalmente a Ismael frente a los ojos de Eva y se da a la fuga sin importarle los gritos de la mujer. Esta jura en medio de su dolor vengarse de quien provocó la muerte de su padre.
Pasan los días y ahora la prioridad de Eva es conseguir trabajo para mantener a su hermana menor, sin embargo de todos los trabajos que consigue es despedida indirectamente por culpa de Daniel. Leonardo alardea poder conquistar a Eva y para eso le ofrece empleo en su mansión para cuidar a su padre; puesto que dejó vacante una mujer que fue asesinada por órdenes de Marcela Castro de Arismendi (Susana Dosamantes) la matriarca de la familia, debido a que la empleada se entera de que ha estado envenenando a su esposo Don Julio Arismendi (Jorge Lavat).
Marcela es una mujer cuya maldad no conoce límites, en el pasado asesinó con un potente veneno a los padres de Daniel para quedarse con la fortuna de los Villanueva, cuando trató de desaparecer las evidencias quemando el auto de la pareja para fingir un accidente, se quema una de sus manos lo que la obliga a utilizar un guante negro para ocultar su terrorífica mano.
Eva se ve sometida a las humillaciones de Marcela, Victoria y Renata (Anna Silvetti), el ama de llaves de la mansión y eterna enamorada de Don Julio, quien es el único que se muestra amable ante Eva. Poco a poco Eva y Daniel se enamoran cada vez más a pesar de las intrigas de Victoria y Leonardo, sin embargo don Julio se entera de que Marcela lo ha estado envenenando para controlar su fortuna y decide crear un plan en donde Eva está incluida. Paralelamente Leonardo le tiende una trampa a Daniel para separarlo definitivamente de Eva y lo acusa de haber sido el quien atropelló a Ismael. 
Dolida, Eva decide aceptar el plan de Don Julio para vengar la muerte de su padre. Don Julio finge su muerte y deja como heredera universal a Eva de todos sus bienes; quien con el pasar el tiempo se transforma en una respetable modelo del mundo de la publicidad, convirtiéndose en el blanco de maldad de Marcela y Victoria quien empieza a perder la razón.
Ahora Eva se verá acorralada entre su deseo de venganza y el amor que siente por Daniel quienes a pesar de todo se siguen amando y los une un lazo inseparable: un hijo.

## Elenco
- Blanca Soto - Eva González Aldana
- Guy Ecker - Daniel Villanueva
- Julián Gil - Leonardo Arismendi Castro
- Susana Dosamantes - Marcela Castro de Arismendi
- Vanessa Villela - Victoria Arismendi Castro
- Jorge Lavat - Julio Arismendi
- Lupita Ferrer - Justa Valdés
- Anna Silvetti - Renata Valdés
- Sofía Lama - Alicia González Aldana
- Harry Geithner - Francisco Conti
- Frances Ondiviela - Deborah Aldana
- Eduardo Ibarrola - Ismael González
- José Guillermo Cortines - Bruno Lombardi
- Alejandro Chabán - Tony Santana
- Ana Carolina da Foncesa - Rubí
- Greidys Gil - Claudia
- Franklin Virgüez - El Gallo
- Sonia Noemí - Matilde
- Daniela Schmidt - Marisol
- Carlos Ferro - Carlos
- Raúl Xiques - Don Ricardo
- Gabriela Borges - Laura "Laurita" Villanueva
- Christian Vega - Adrián Reyes
- Leticia Morales - Jackie
- Carlos Yustis - Tomás Reyes
- Alberto Salaberry - Giorgio
- Liz Coleandro - Aurelia
- Silvia Priscila Perales - Liliana Solís
- Beatriz Shantal - Rita
- Vanessa Lotero - María
- Kari Musa - Rosaura
- Marta González Liriano - Lucy
- Jenni Rivera - Ella misma
- Héctor Sandarti

## Premios y nominaciones
| Año  |                                            | Categoría                   |                            | Resultado |
| ---- | ------------------------------------------ | --------------------------- | -------------------------- | --------- |
| 2011 | Premios Juventud                           | Chica que me quita el sueño | Blanca Soto                | Nominada  |
| 2011 | Premios Juventud                           | Está buenísimo              | Guy Ecker                  | Nominado  |
| 2011 | Premios Juventud                           | Está buenísimo              | Julián Gil                 | Nominado  |
| 2011 | Premios Juventud                           | Canción corta venas         | Jenni Rivera \| Tema: "Él" | Nominado  |
| 2011 | Premios Juventud                           | Mejor tema novelero         | Jenni Rivera \| Tema: "Él" | Ganador   |
| 2011 | Premios People En Español                  | Mejor actriz                | Blanca Soto                | Nominada  |
| 2011 | Premios People En Español                  | Mejor actor                 | Guy Ecker                  | Nominado  |
| 2011 | Premios People En Español                  | Mejor villano               | Julián Gil                 | Ganador   |
| 2011 | Premios People En Español                  | Mejor actor secundario      | Alejandro Chabán           | Nominado  |
| 2011 | Premios People En Español                  | Mejor actriz secundaria     | Vanessa Villela            | Nominada  |
| 2011 | Premios People En Español                  | Mejor actriz secundaria     | Gabriela Borges            | Nominada  |
| 2011 | Premios People En Español                  | Revelación del año          | Blanca Soto                | Nominada  |
| 2011 | Premios People En Español                  | Pareja del año              | Blanca Soto y Guy Ecker    | Nominado  |
| 2011 | Premios People En Español                  | Mejor telenovela            | Mejor telenovela           | Nominada  |
| 2011 | Premio Rockie (Festival Mundial de Medios) | Mejor telenovela            | Mejor telenovela           | Ganador   |
| 2013 | Premios de Sudamérica                      | Mejor Actriz de reparto     | Vanessa Villela            | Ganadora  |
| 2013 | Premios de Sudamérica                      | Mejor pareja                | Blanca Soto y Guy Ecker    | Nominada  |

## Versiones
- Aguamarina, versión original producida por Fonovideo en 1997, protagonizada por Rudy Rodríguez y Leonardo García.